# Syzygium curtisii
Syzygium curtisii är en myrtenväxtart som först beskrevs av George King, och fick sitt nu gällande namn av Elmer Drew Merrill och Lily May Perry. Syzygium curtisii ingår i släktet Syzygium och familjen myrtenväxter. Inga underarter finns listade i Catalogue of Life.